# Propithecus tattersalli
Propithecus tattersalli är en däggdjursart som beskrevs av Simons 1988. Propithecus tattersalli ingår i släktet sifakor, och familjen indrier. Inga underarter finns listade i Catalogue of Life.
Artpitetet i det vetenskapliga namnet hedrar den brittiska forskaren Ian Tattersall.

## Utseende
Arten blir cirka 48 cm lång (huvud och bål) och har en cirka 39 cm lång svans. Den genomsnittliga vikten är 3 kg. Pälsen har huvudsakligen en vitaktig färg förutom en kännetecknande rödorange krona på huvudet. I ansiktet finns bara glest fördelade tunna vita hår och svart hud. Primatens framtänder bildar en kam som används för att vårda pälsen. De bakre extremiteterna är tydlig längre än de främre.

## Utbredning och habitat
Denna primat förekommer på norra Madagaskar. Arten vistas i kulliga områden och låga bergstrakter upp till 700 meter över havet. Habitatet utgörs av skogar som på grund av avverkningar är skilda från varandra. Mellan skogarna finns gräsmark.

## Ekologi
Individerna är främst aktiva på dagen och de vilar under natten i trädens kronor.
Ett föräldrapar och deras ungar från olika kullar bildar en flock som kan ha upp till 13 medlemmar. Gruppen som ledas av en hona har ett revir som markeras med urin och körtelvätska. Hos hanar ligger körtlarna vid strupen och vid deras anus. Honor har bara körteln vid stjärten. Flockens territorium är allmänt 9 till 13 hektar stort. När två flockar möts vid revirets gränser uppkommer nästan aldrig fysiskt våld men individerna har aggressiva läten och de hoppar hotfull mot den andra flocken.
Propithecus tattersalli har olika läten för kommunikationen. Det finns till exempel varningsrop som skiljer mellan fiender från luften och fiender från marken.
Arten äter olika växtdelar som blad, omogna frukter, frön, blommor och bark.
Efter parningen i januari är honan 165 till 176 dagar dräktig. Ungen föds oftast i juni och den diar sin mor fram till december. Hanar och honor blir efter 2 till 2,5 år könsmogna.

## Status
Beståndet hotas främst av skogsavverkningar och svedjebruk för att etablera jordbruks- eller betesmark. Att jaga sifakor för köttets skull är hos ursprungsbefolkningen tabu. Under 1990-talet ökade gruvdriften efter guld i primatens utbredningsområde. Gruvarbetarna är ofta personer som flyttade till Madagaskar. De jagar Propithecus tattersalli som bushmeat. IUCN uppskattar att beståndet minskade med mer än 80 procent under tre generationer och listar arten som akut hotad (critically endangered).